# 光西寺 (川越市)
光西寺（こうさいじ）は、埼玉県川越市にある浄土真宗本願寺派の寺院。

## 歴史
1566年（永禄9年）、恵誓法師によって開山された。元々は石見国浜田（現・島根県浜田市）に位置していた。そして江戸時代に入ってからは浜田藩の藩士たちの菩提寺となっていた。
ところが1836年（天保7年）、浜田藩が鬱陵島（当時の名称は「竹島」）を拠点に密貿易していたのが幕府に露見（竹島事件）し、藩主家の松井松平家は改易こそは免れたが、陸奥国棚倉藩に懲罰的転封処分を受けた。それに伴い、当寺も棚倉に移転した。
1866年（慶応2年）、棚倉藩主松平康英が川越藩に転封された。そして当寺も川越に移転し、千寿院（養寿院内の寺院）に間借りすることになった。ところが、その直後に版籍奉還と廃藩置県が行われたため、独立した寺領や建物も設けることができなかった。大正末期になり、ようやく現在地にて再建されることになった。

## 交通アクセス
- 川越駅より徒歩20分。